# Lethe namura
Lethe namura är en fjärilsart som beskrevs av Hans Fruhstorfer 1911. Lethe namura ingår i släktet Lethe och familjen praktfjärilar. Inga underarter finns listade i Catalogue of Life.